# 17891 Бураліфорті
17891 Бураліфорті (17891 Buraliforti) — астероїд головного поясу, відкритий 6 березня 1999 року.
Тіссеранів параметр щодо Юпітера — 3,364.